# Amaryllis atlantica
Amaryllis atlantica is een vlokreeftensoort uit de familie van de Amaryllididae. De wetenschappelijke naam van de soort is voor het eerst geldig gepubliceerd in 2008 door Senna & Serejo.